# Spargania aurata
Spargania aurata är en fjärilsart som beskrevs av Augustus Radcliffe Grote 1882. Spargania aurata ingår i släktet Spargania och familjen mätare. Inga underarter finns listade i Catalogue of Life.